# Fiat Seicento
Fiat Seicento (sexhundra på italienska) är en småbil med tredörrars halvkombikaross. Den presenterades 1998 och ersatte då Cinquecentomodellen. Den nya modellen delade också tekniska lösningar med sin föregångare. Tre motorer finns att tillgå, därav en eldriven, på mellan 40 och 54 hästkrafter. Oberoende tuningfirmor erbjuder dock diverse trimningsalternativ och modifieringar som ger Seicento upp till 114 hästkrafter, vilket är mycket med tanke på att modellen endast väger 880 kg. År 2001 genomgick modellen en ansiktslyftning. Seicento ersattes 2007 av nya 500, men fortsatte att tillverkades till 2009. Seicento tillverkades i Polen, vilket också är huvudmarknaden. I Sverige har modellen aldrig marknadsförts.